# مركب بروتيني

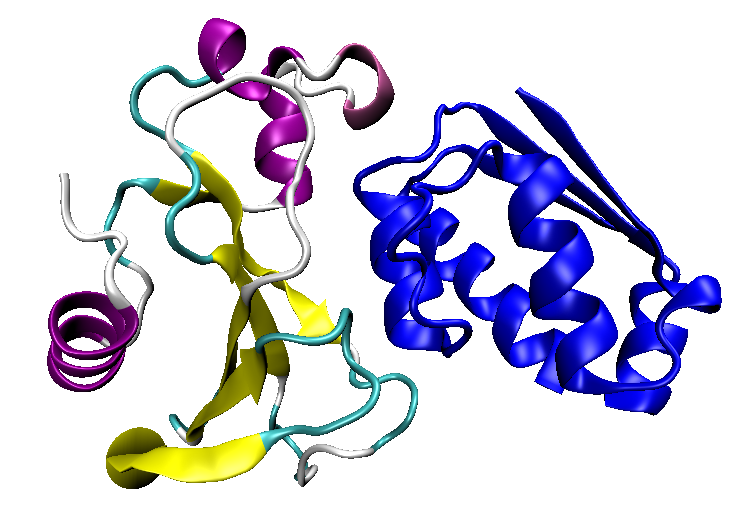

مركب بروتيني أو معقد بروتيني (بالإنجليزية: Protein complex)‏ ويُسمى أيضًا مركب متعدد البروتينات (بالإنجليزية: Multiprotein complex)‏، هو مجموعة تتكون من اثنين أو أكثر من سلاسل عديد الببتيد المرتبطة. سلاسل عديد الببتيد المختلفة قد تختلف في الوظائف. يختلف هذا المركب عن المركب عديد الإنزيمات، الذي يحتوي على عدة مواقع نشطة في سلسلة عديد ببتيد واحدة.
المركبات البروتينية هي شكل من أشكال البنية الرباعية. البروتينات في المركب البروتيني ترتبط بواسطة روابط البروتين-بروتين غير التساهمية، والمركبات البروتينية المختلفة تمتلك درجات مختلفة من الاستقرار. تعتبر هذه المركبات الركزية الأساسية في العديد من العمليات الحيوية (إن لم يكن معظمها)، ومع بعضها البعض تشكل أنواعًا مختلفة من الآلات الجزيئية التي تؤدي مجموعة واسعة من الوظائف الحيوية.

## روابط خارجية
- Multiprotein+Complexes في المكتبة الوطنية الأمريكية للطب نظام فهرسة المواضيع الطبية (MeSH).